# 甲岡秀文
甲岡 秀文（こうおか ひでふみ、1948年1月23日 - ）は、日本の政治家。元・愛媛県北宇和郡鬼北町長（2期）。

## 経歴
愛媛県鬼北町出身。1963年3月広見町立泉中学校卒業、1966年3月愛媛県立北宇和高等学校普通科卒業、1970年3月愛知学院大学卒業。1970年4月森田特殊機工株式会社入社。1976年8月、愛媛県北宇和郡広見町役場に入庁。1989年6月自治大学卒業（自治研修）。1993年4月住民福祉課長兼社会福祉協議会事務局長、1996年7月企画調整課長、1998年10月総務課長および北宇和郡日吉村との合併幹事会委員、広見町選挙管理委員会書記長。2005年1月、鬼北町総務課長・選挙管理委員会書記長。2007年1月、総務課長および松野町合併対策室事務局長。2008年3月末、同町退職。
松浦甚一町長の引退に伴う2009年3月の町長選挙に出馬、副町長を辞して出馬した浦田賢三との一騎討ちを制して初当選した。選挙戦では新庁舎の建設は不要としたほか、分庁方式の導入、財政健全化、企業誘致による雇用確保などを主張した。